# Foreland
Foreland är en udde i Storbritannien.   Den ligger i grevskapet Isle of Wight och riksdelen England, i den södra delen av landet, 110 km sydväst om huvudstaden London. Foreland ligger på ön Isle of Wight.
Terrängen inåt land är platt. Havet är nära Foreland österut.  Närmaste större samhälle är Portsmouth, 12,9 km norr om Foreland. 